# Perfil de carga

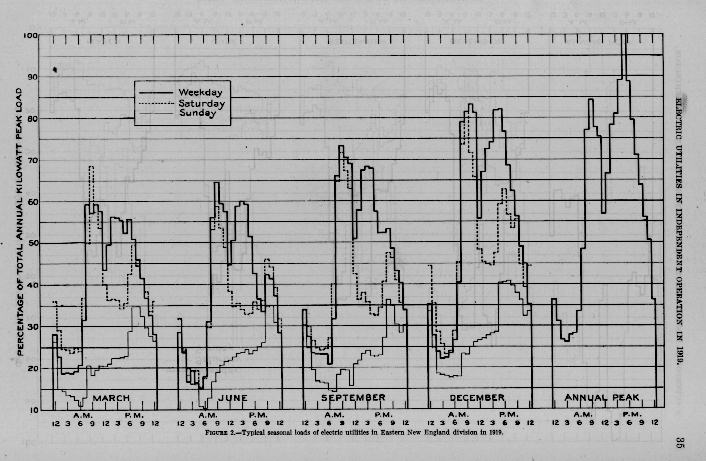
Cargas estacionales típicas de servicios eléctricos en la División de Nueva Inglaterra Oriental en 1919. Servicio Geológico de Estados Unidos, 1921. Imagen cortesía del Museo Nacional de Historia de los Estados Unidos de Powering a Generation of Change
----

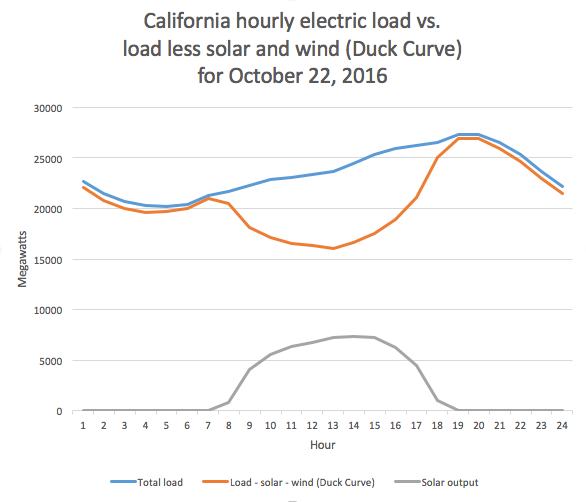
Gráficos por hora de la carga eléctrica total de California, la carga total menos la producción de energía solar y eólica (conocida como la curva de pato) y la salida de energía solar. Los datos corresponden al 22 de octubre de 2016, un día en que la producción de energía eólica fue baja y constante durante todo el día.

En ingeniería eléctrica, un perfil de carga o perfil de consumo es un gráfico de la carga eléctrica en función del tiempo. El perfil de carga variará según el tipo de cliente (los ejemplos típicos incluyen residencial, comercial e industrial), y condiciones ambientales como la temperatura o el momento del año. Los productores de energía utilizan esta información para planificar la generación de electricidad necesaria en un momento dado. 
Se trata de un subtipo de perfiles de demanda análogos a lo usado en otros campos como investigación de operaciones, la ingeniería de telecomunicaciones, la ingeniería de tráfico o la logística.

## Generación de energía
En un sistema de potencia, una curva de carga o un perfil de carga es un gráfico que ilustra la demanda o carga eléctrica durante un tiempo específico. Los operadores de red utilizan esta información para planificar la generación eléctrico en un momento dado. Una curva de duración de carga es similar a una curva de carga. La información es la misma pero se presenta de forma diferente. 
Estas curvas son útiles en la selección de unidades generadoras para el suministro de electricidad. En el caso de generaciones no gestionables, la generación muchas veces se puede optimizar para producir en determinados periodos (por ejemplo, orientando un panel solar fotovoltaico en una determinada dirección). En el caso de generadores gestionables, la curva de demanda puede marcar limitaciones de red y obligar al generador a producir solo en picos de demanda, generando una tipología que se suele denominar por el anglicismo peaker.

## Distribución y transporte de electricidad
En una red eléctrica, el perfil de carga del uso de electricidad es importante para la eficiencia y confiabilidad de la transmisión de energía. Existen diferentes métricas que relacionan los picos de la red con los valores medios y muestran la necesidad de sobredimensionar la infraestructura para servir los picos de demanda. Esto incluye características tales como el factor de carga promedio, el factor de diversidad, el factor de utilización y el factor de demanda, que pueden calcularse en función de un perfil de carga dado. Dicha inversión carece sin embargo de uso en los valles de demanda. Particularmente, hay elementos como los transformadores de potencia o los conductores de las líneas eléctricas cuyo tamaño y coste se dimensionan para los picos de demanda.
Muchas veces hay equipos que tienen tanto pérdidas constantes como pérdidas dependientes del grado de carga, como es el caso de los transformadores dado sus pérdidas de vacío (pérdidas en el hierro) y sus pérdidas en carga (pérdidas en el cobre). La optimización de un transformador debe pues considerar el perfil de carga al que se espera que esté sometido, entre otros factores.
Los sistemas de almacenamiento como los embalses o las baterías conectadas a la red se dimensionan siguiendo el perfil de carga. El objetivo habitual de un sistema de almacenamiento es desacoplar las curvas de generación y demanda, logrando una operación más eficiente del sistema. Algo similar ocurre con los sistemas de regulación de potencia reactiva, donde muchos sistemas como las baterías de condensadores tienen escalones que se optimizan de acuerdo a la curva de demanda esperada.

## Mercados energéticos
En el mercado eléctrico, los llamados bloques EFA se utilizan para especificar el contrato a plazo negociado que representa la entrega de una cierta cantidad de energía eléctrica en un momento determinado. La existencia de una curva de demanda y una curva de generación (y ocasionalmente, de curvas de transporte) supone que los precios varíen a lo largo del tiempo.
En los mercados minoristas de energía, los comercializadores proveen por hora o por horas. Para la mayoría de sus clientes, el consumo se mide mensualmente, según los horarios de lectura de los medidores. Los perfiles de carga se utilizan para convertir los datos de consumo mensual en estimaciones de consumo por hora para determinar la obligación del proveedor. Para cada hora, se agregan las estimaciones de todos los clientes de un proveedor de energía y el monto agregado se utiliza en los cálculos de liquidación del mercado como la demanda total que debe cubrir el proveedor. 

## Cálculo y registro de perfiles de carga
Los perfiles de carga pueden determinarse por medición directa, pero puntos de suministro pequeños como son los transformadores de una red de distribución no se suele tener tal nivel de detalle. En su lugar, se puede inferir un perfil de carga a partir de la facturación total del cliente y patrones habituales. Un ejemplo de un cálculo práctico utilizado por las empresas de servicios públicos es utilizar la lectura de demanda máxima de un transformador y tener en cuenta el número conocido de cada tipo de cliente proporcionado por estos transformadores. Este proceso se llama investigación de carga. 
La demanda real se puede recopilar en ubicaciones estratégicas para realizar un análisis de carga más detallado; esto es beneficioso tanto para la distribución como para los usuarios finales que buscan un consumo máximo. Los contadores inteligentes, los perfiladores de carga de medidores de servicios públicos, los medidores de registro de datos y los registradores de datos portátiles están diseñados para realizar esta tarea registrando las lecturas en un intervalo determinado. 